# Verwaltungsgemeinschaft Diespeck
In der Verwaltungsgemeinschaft Diespeck im mittelfränkischen Landkreis Neustadt an der Aisch-Bad Windsheim haben sich folgende Gemeinden zur Erledigung ihrer Verwaltungsgeschäfte zusammengeschlossen:
1. Baudenbach, Markt, 1233 Einwohner, 22,09 km²
2. Diespeck, 3798 Einwohner, 21,00 km²
3. Gutenstetten, 1318 Einwohner, 21,36 km²
4. Münchsteinach, 1461 Einwohner, 29,46 km²

Sitz der Verwaltungsgemeinschaft ist Diespeck.
Vorsitzender der Verwaltungsgemeinschaft ist Helmut Roch.